# 解放者聖馬丁將軍縣 (查科省)

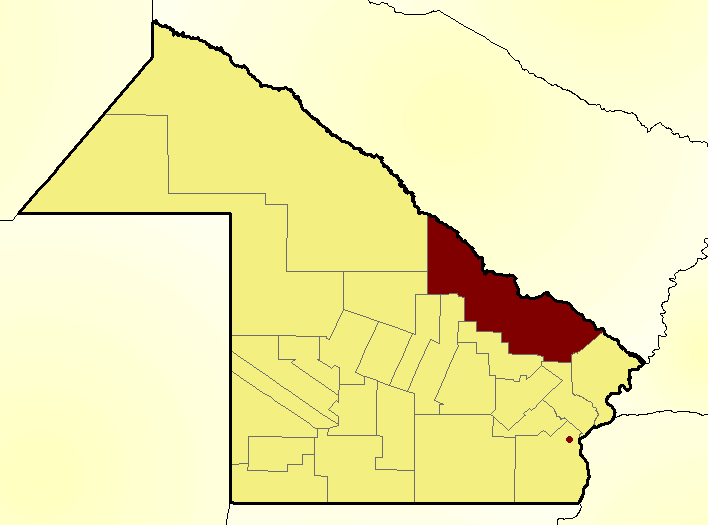

26°32′S 59°20′W / 26.533°S 59.333°W
解放者聖馬丁將軍縣（西班牙語：Departamento Libertador General San Martín），是阿根廷的縣份，位於該國北部查科省，首府設於聖馬丁將軍鎮，面積7,800平方公里，2010年人口59,147，人口密度每平方公里7.58人。